# Grindelia glutinosa
Grindelia glutinosa là một loài thực vật có hoa trong họ Cúc. Loài này được (Cav.) Mart. mô tả khoa học đầu tiên năm 1814.